# Ольховая (гора)
Ольхо́вая — одна из вершин Алексеевского хребта горной системы Сихотэ-Алинь.
Высота горы Ольховой 1669 метров над уровнем моря, это одна из высочайших вершин Приморского края. До 29 декабря 1972 года гора называлась Китайская, после чего была переименована. В литературе, в частности у известного энтомолога А. И. Куренцова, гора называется Туанисуан. На горе Ольховой на высоте 1600 метров есть два озера: большое, Алексеевское, и малое значительно меньших размеров, пересыхающее время от времени.

## Как добраться
Добраться до подножья можно на машине, съезд на грунтовую дорогу перед селом Монакино, от Находки ехать около 2-х часов, из них около часа по грунтовке, но дорога приличная. Дорога пересекает множество речек и ручьёв, мосты бревенчатые, иногда река их размывает. На полноприводных автомобилях можно доехать до самого подножия. В лесу много лимонника, элеутерококка, заманихи, бадана. На вершине большие поляны брусники. Подъём около 4-х часов.